# Nam tính hóa
Nam tính hóa là sự phát triển sinh học của sự khác biệt giới tính, những thay đổi làm cho cơ thể nam giới khác với cơ thể phụ nữ. Hầu hết những thay đổi của nam tính hóa được androgen thực hiện. Nam tính hóa thường được sử dụng trong ba bối cảnh y tế và sinh học của giới: phân biệt giới tính trước khi sinh, những thay đổi sau khi sinh bình thường tuổi dậy thì nam giới, và hiệu ứng nội tiết tố androgen quá mức ở phụ nữ. Nó cũng là kết quả dự định của liệu pháp thay thế androgen ở nam giới bị chậm dậy thì và testosterone thấp, cũng như những người đàn ông chuyển giới mong muốn thay đổi cơ thể như là một phần của quá trình chuyển đổi giới tính của họ.

## Nam tính hóa trước khi sinh
Trong thời kỳ tiền sản, virilization đề cập đến việc đóng đáy chậu, làm mỏng và nhăn (bong bóng) của bìu, sự phát triển của dương vật và đóng rãnh niệu đạo đến đầu dương vật.
Việc nam tính hóa trước khi sinh của con cái di truyền và thiếu cân bằng của con đực di truyền là nguyên nhân phổ biến của cơ quan sinh dục mơ hồ và tình trạng liên giới tính.

### Cao
Sự nam tính hóa trước khi sinh của thai nhi di truyền có thể xảy ra khi một lượng androgen quá mức được sản xuất bởi tuyến thượng thận của thai nhi hoặc có trong máu của mẹ. Ở dạng nặng nhất của tăng sản tuyến thượng thận bẩm sinh, việc nam hóa hoàn toàn thai nhi nữ có kết quả khiến thai thành một giải phẫu nam giới rõ ràng bình thường nhưng không có tinh hoàn sờ thấy được. Thường xuyên thấy hơn, sự nam tính hóa là một phần và cơ quan sinh dục của thai trở nên mơ hồ.
Nó cũng có thể được liên kết với sự nam tính hóa gây ra bởi proestin.

### Thấp
Thiếu nam tính hóa có thể xảy ra nếu một người đàn ông di truyền không thể sản xuất đủ androgen hoặc các mô cơ thể không thể đáp ứng với nó. Tình trạng thiếu cân bằng cực độ xảy ra khi không thể sản xuất nội tiết tố androgen đáng kể hoặc cơ thể hoàn toàn không nhạy cảm với androgen. Cả hai đều có kết quả thành một cơ thể phụ nữ. Loạn sản một phần tạo ra cơ quan sinh dục mơ hồ một phần đứng giữa nam và nữ. Mức độ nhẹ nhất của chứng thiếu nam tính hóa có thể là một dương vật hơi nhỏ. Ví dụ về thiếu dinh dưỡng là hội chứng không nhạy cảm androgen, thiếu hụt 5 alpha reductase và một số dạng tăng sản tuyến thượng thận bẩm sinh.

## Nghiên cứu
- Howell, WM, Đen, DA, & Bortone, SA (1980). Biểu hiện bất thường của các nhân vật giới tính thứ cấp trong quần thể muỗi, Gambusia affinis holbrooki: bằng chứng cho việc nam tính hóa do môi trường. Giao, 676-681.